# Afridonus elongatus
Afridonus elongatus är en insektsart som beskrevs av Nielson 1983. Afridonus elongatus ingår i släktet Afridonus och familjen dvärgstritar. Inga underarter finns listade i Catalogue of Life.